# Haranagiri, Hangal
Haranagiri là một làng thuộc tehsil Hangal, huyện Haveri, bang Karnataka, Ấn Độ.